# Ravissement de Marie Madeleine
Le ravissement de Marie Madeleine, épisode parfois appelé l'extase de Marie Madeleine, est une scène de la vie de Marie Madeleine qui n'est relatée dans aucun des quatre Évangiles mais qui est transmis par la tradition provençale. Au-delà de la légende, cette scène est devenue un lieu commun de la mystique chrétienne en Occident et de l'art chrétien en général.

## Légende
Selon la légende provençale, Marie Madeleine aurait trouvé refuge dans une grotte du massif de la Sainte-Beaume où elle aurait fait installé son ermitage. Dans une version de la légende, elle aurait été ravie par les anges sept fois par jour aux heures canoniales. Pour d'autres, c'est lors de sa mort après avoir reçu le viatique des mains de Saint Maximin que les anges auraient transporté son âme au Ciel.

## Historiographie

### Du ravissement païen au thème biblique

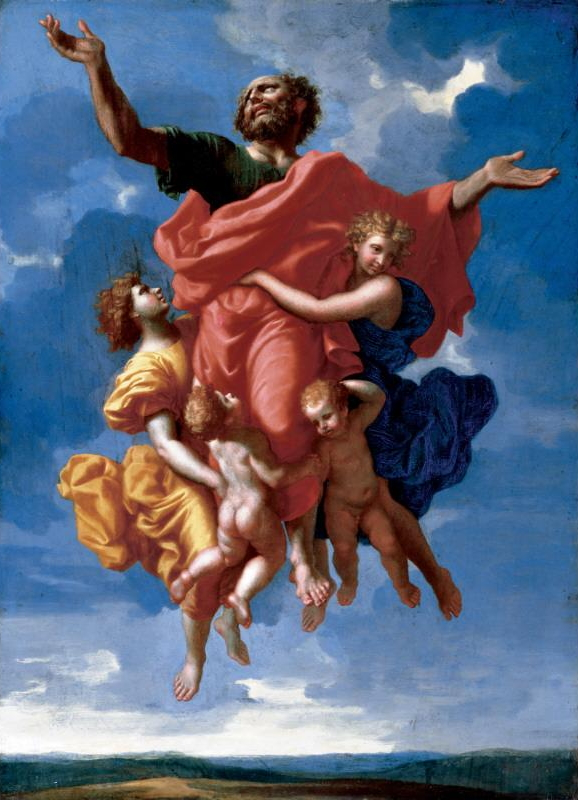
En 1650, Nicolas Poussin livre, après cinq ans d'attente, Le Ravissement de Saint Paul. Lors de la Réforme catholique, la mystique fait sienne, notamment dans l'art, la notion de ravissement comme forme d'union à Dieu.

Le ravissement de Marie Madeleine peut être vu comme une christianisation de mythes païens liés à l'enlèvement de figures féminines, comme le Ravissement de Vénus, le Ravissement d'Andromède ou encore le Ravissement de Psyché. Mais dans la mystique chrétienne, le ravissement, qui est décrit dans la légende de Marie-Madeleine comme un enlèvement par les anges, doit davantage être compris comme une extase ou un transport de joie. Ce ravissement est aussi un état de joie spirituelle encouragé par la tradition provençale, une joie qu'incarne Le Ravi dans la crèche provençale.
Ainsi, le ravissement spirituel est une tradition biblique qu'on peut retracer à Hénoch ou Ézéchiel. La Vierge Marie est la première femme à connaître ce genre de ravissement, corps et âme, lors de son Assomption.

### D'une sainte d'Orient à une légende d'Occident
Le ravissement de Marie Madeleine dans la tradition occidentale peut être compris en relation avec la tradition orientale de la vie de Marie l'Égyptienne, à laquelle elle emprunte sans doute. Les deux saintes réussissent à "se détacher du monde pour s'élever vers les réalités supérieures de la communion avec le divin [et ainsi] dépasser les limites charnelles": "ce ravissement est dans l'imaginaire chrétien le premier stade de l'ascension des élus au Jugement dernier." Ainsi, tandis que Marie l'Égyptienne marche sur les eaux comme Jésus, Marie-Madeleine s'élève vers le Ciel par un amour qui ne l'attache plus aux plaisirs terrestres.

### Vers un modèle mystique monastique du Moyen-Âge

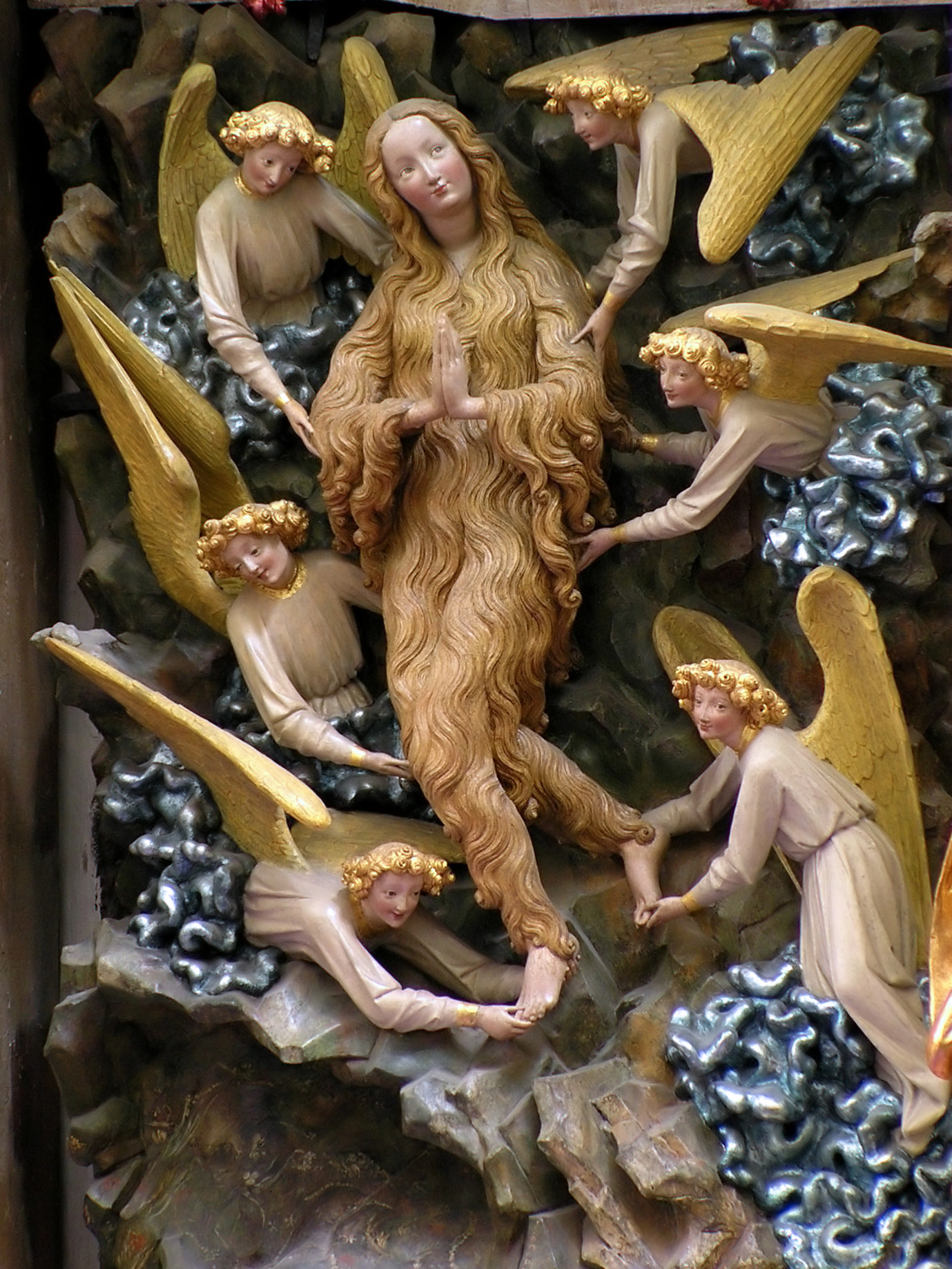
Marie Madeleine élevée par les anges, cathédrale de Toruń.

Selon la pars media de l'apocryphe latin Vita eremitica Maria Magdalena, Marie Madeleine avait un penchant pour la vie mystique qu'il faut relier à la meilleure part ou optima pars promise par Jésus à Béthanie. Ainsi, Marie-Madeleine avait des élévations quotidiennes jusqu'au ciel aux sept heures canoniques.
La vie picarde ou wallone Il est voirs et nos devons tos croire, contemporaine de la Vita eremitica Maria Magdalena, évoque aussi une élévation de l'âme de Madeleine défunte dans la gloire, portée par les anges, à la vue de tous les clercs de la ville après que la sainte ait communié des mains de Saint Maximin.
La formulation la plus éloquente de ce ravissement est donné par Jacques de Voragine dans la Légende dorée. Il attribue ces mots à Marie-Madeleine:

« Depuis trente ans, je vis ici à l’insu de tous ; et, tous les jours, les anges m’emmènent au ciel, où j’ai le bonheur d’entendre de mes propres oreilles les chants de la troupe céleste. »

— Jacques de Voragine, La Légende dorée (1261-1266), "XCV. Marie-Madelene, la pécheresse",Traduction par T. de Wyzewa, Perrin et Cie, 1910 (p. 338-347).
Pourtant, à la même époque, le pseudo-Raban Maur, vraisemblalement un disciple de la seconde génération de Bernard de Clairvaux, "fait voir des réalités mystiques" dans la ravissement de Marie Madeleine: "l'amour peut élever l'âme jusqu'au commerce avec les anges, jusqu'à la béatitude." Ces sept ravissements sont l'écho inversé des sept esprits mauvais qui possédaient la Madeleine selon le témoignage des Évangiles. Ils sont ainsi interprétés dans la tradition cistersienne avec une valeur zélatrice dans le but d'encourager les religieux à une prière régulière et fervente.

### De l'extase romantique aux critiques textuelles
Jusqu'au XIXe siècle, ce thème du ravissement de Marie-Madeleine prend de l'ampleur dans la vie mystique de l'Occident. Ainsi le ravissement est attribué ensuite à d'autres figures mystiques, notamment Catherine de Sienne ou Thérèse d'Avila. Une autre sainte du Carmel, Marie - Madeleine de Pazzi, décrit également un "vol d'esprit" similaire à la première sainte du même nom. Dans l'école française de spiritualité, le ravissement de Marie-Madeleine est vu argument du dépassement dans la querelle des Quiétistes: ainsi, pour le Cardinal Pierre de Bérulle, le ravissement est vu comme un silence hyperbolique de l'excès de gloire de Madeleine au ciel, dont seuls les anges peuvent nous parler. Le thème du ravissement spirituel féminin est porté à un son plus niveau lyrique à l'époque romantique, notamment par le dominicain Henri Lacordaire, qui se garde pourtant de séparer "extase et ravissement", jusqu'à laisser la sainte "mourir d'amour".

## Art
Le ravissement de Marie Madeleine connaît grâce à l'art une certaine "canonisation esthétique" qui permet en quelque sorte à Marie Madeleine d'être la deuxième femme à connaître la joie de l'Assomption après la Vierge Marie. Pourtant, au-delà des récits légendaires sont claires, les auteurs spirituels s'accordent de façon unanime pour dire que c'est bien un ravissement spirituel de l'âme et non le corps de la Madeleine, l'art excédant ici le récit.

### Peinture

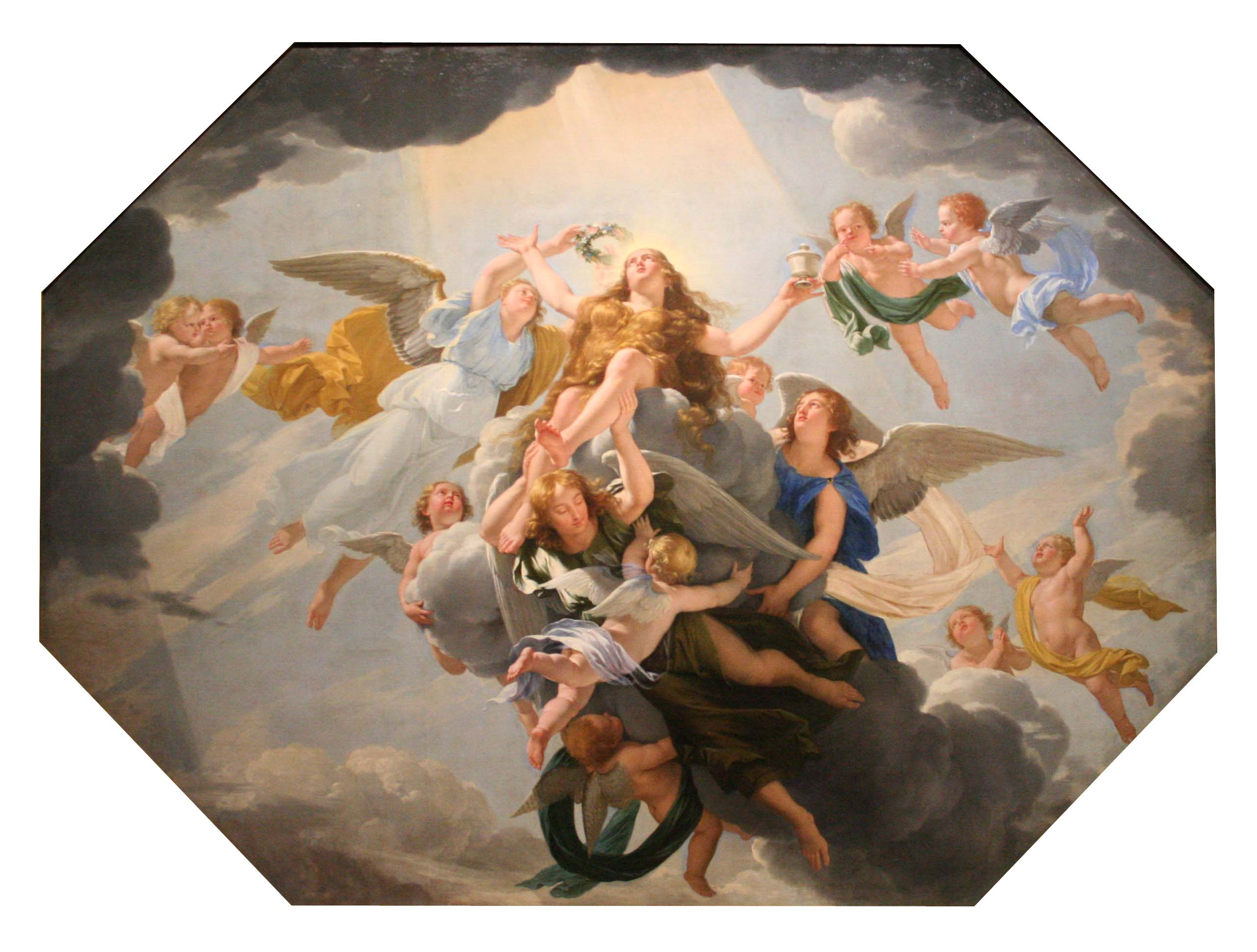
En 1656, Philippe de Champaigne peint pour les appartements de la reine Anne d'Autriche au Val-de-Grâce, une toile représentant Le Ravissement de Sainte-Madeleine.

A partir de la Réforme catholique, le thème du Ravissement de Marie-Madeleine devint iconique dans l'histoire de la peinture chrétienne.

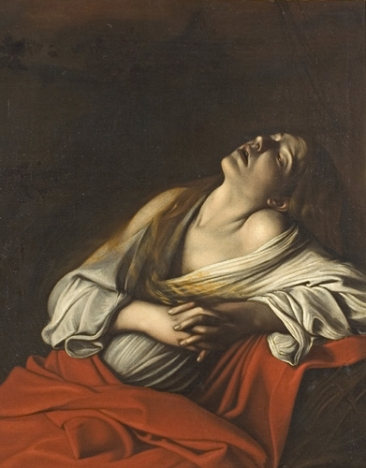
L'Extase de Marie-Madeleine peinte par le Caravage est à la fois plus réaliste et plus sensuelle que certaines représentations en gloire de son ravissement.

A partir d'une représentation du Titien en 1533, Marie Madeleine est souvent representée dévêtuée, particulièrement lors de son ravissement. Bien que la représentation en gloire domine, avec des nuages multicolores accompagnés d'anges, le Caravage a fait du ravissement surnaturel de Marie-Madeleine une expérience entièrement intérieure, avec la Madeleine seule sur un fond sombre sans relief, prise dans un rayon de lumière intense, la tête penchée en arrière et les yeux tachés de larmes.
Si le tableau de 1656 peint par Philippe de Champaigne est sans doute le chef-d'œuvre dans cette catégorie, il est à noter que par ses ressemblances thématiques, ces représentations du Ravissement peuvent être mal interprétées comme une représentation de l'Assomption de la Vierge Marie. Ainsi d'un tableau du Ravissement de Sainte-Madeleine peint en 1844 par Raymond René Aiffre à Paris qui est mentionné comme étant une Assomption, dans l'inventaire des biens de l'église dressé en 1906.

### Sculpture: les groupes sculptés duRavissement de Marie-Madeleine

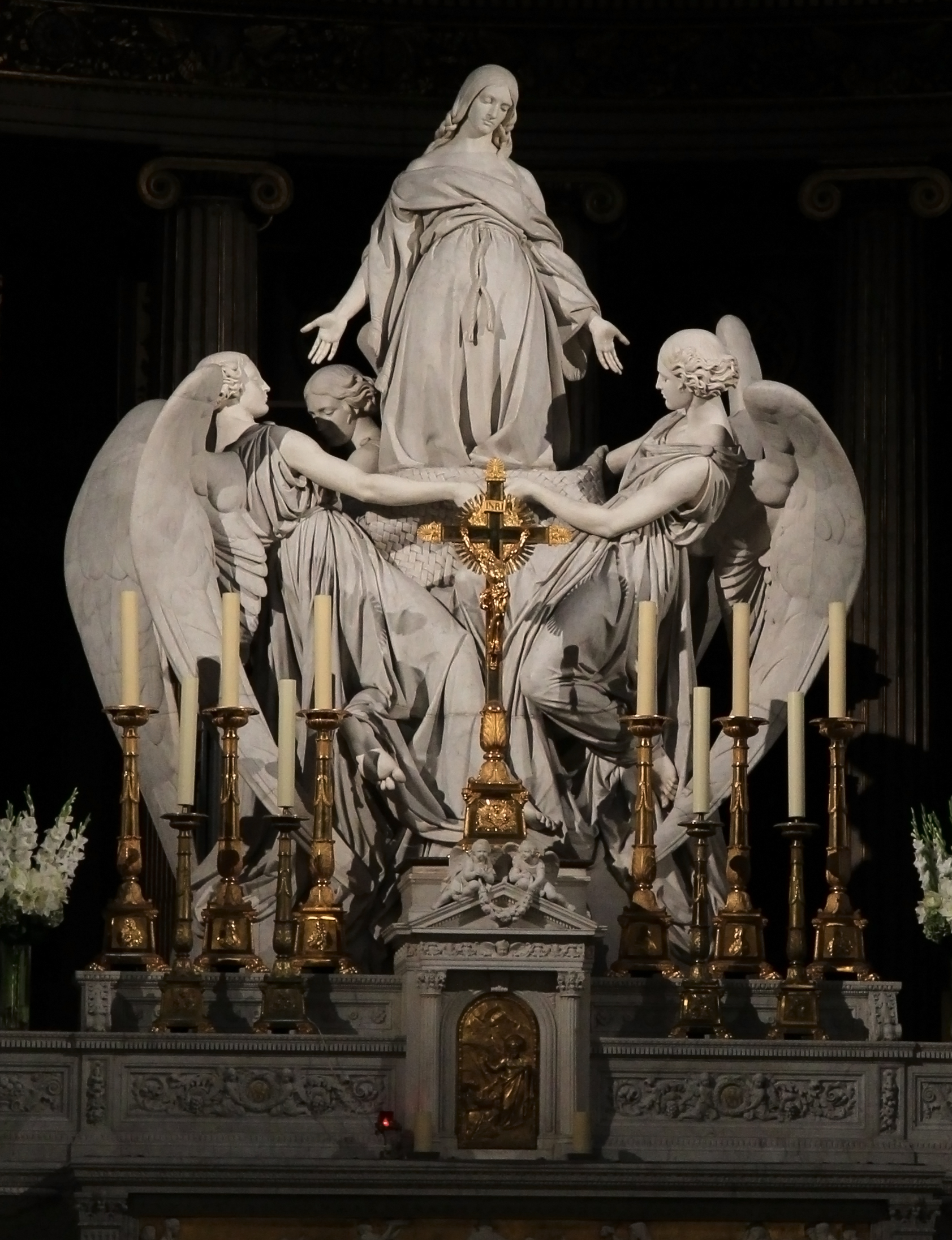
Le Ravissement de Sainte Marie-Madeleine, groupe en marbre sculpté par Charles Marochetti pour le maître-autel de l'église de la Madeleine, à Paris.

Le Ravissement de Marie-Madeleine a trouvé une expression plus monumentale dans la formaton de groupes sculptés. Les groupes les plus célèbres sont sans doute ceux de Saint-Maximin en Provence et de l'église de La Madeleine à Paris.